# 57-мм протитанкова гармата Ч-26
Ч-26 (Індекс ГАУ — 52-П-273) — радянська 57-мм протитанкова гармата. Розроблена в ОКБЛ-46 під керівництвом Чарнко.

## Історія створення
Протитанкова гармата Ч-26 розроблялася в спеціальному конструкторському бюро ОКБЛ-46 під керівництвом Чарнко з 1946 року. До осені 1947 року перший дослідний зразок на Головному артилерійському полігоні пройшов порівняльні полігонні випробування разом із гарматою М-16-2, розробленою в конструкторському бюро Мотовиліхинских заводів. За результатами випробувань, перевагу було віддано гарматі розробки ОКБЛ-46. Після усунення зауважень у серпні 1948 року Завод № 235 виготовив і здав 6 гармат Ч-26. 5 із них були направлені на військові випробування, одна гармата була передана в ОКБЛ-46. До квітня 1950 року були виготовлені ще 20 гармат для військових випробувань. Гармати були розподілені між Біломорським, Білоруським, Забайкальським, Закавказьким і Туркестанським військовими округами.
До 1 лютого 1951 року закінчилися випробування у всіх округах. В основному гармата випробування витримала і була рекомендована до прийняття на озброєння. В 1951 році заводом № 106 була випущена серійна партія з 100 гармат.

## Опис конструкції
Всі агрегати гармати розміщувалися на лафеті, сконструйованому за типом німецької протитанкової гармати 7,5 cm PaK 41. Функції нижнього станка виконував несучий щит із двох листів товщиною 3 і 4 мм. У середині щита закріплювався верхній станок. На верхньому станку були встановлені противідкатні пристрої, до складу яких входить гідравлічне гальмо відкату та пружинний накатник, аналогічні по конструкції гармати М-42, але з великими габаритами. Наведення гармати  у вертикальній і горизонтальній площинах здійснювалися за допомогою гвинтових механізмів наведення. В люльці було встановлено нарізний 57-мм ствол. Повна довжина ствола з дульним гальмом становила 4584 мм, у тому числі 3244 мм нарізної частини. Ефективність дульного гальма досягала 70 %. Для уникнення попадання розрахунку в зону надлишкового тиску при стрільбі остання камера дульного гальма розгорнута у зворотний бік. При стрільбі гармата спирається на дві розсувні зварні коробчасті станини.

## Збережені екземпляри
- Росія — Центральний музей Збройних сил, Москва